# ایرینا اوسیپووا
ایرینا اوسیپووا (روسی: Ирина Викторовна Осипова؛ زادهٔ ۲۵ june ۱۹۸۱ (۴۳ سال)) بازیکن بسکتبال اهل اتحاد جماهیر شوروی سوسیالیستی است.
از باشگاه‌هایی که در آن بازی کرده‌است می‌توان به اشاره کرد.
وی در مسابقات کشوری و بین‌المللی در مجموع برندهٔ ۳ مدال طلا، ۴ مدال نقره، ۲ مدال برنز شده‌است.